# Алекс Паркер (астроном)
Алекс Гаррісон Паркер (нар. 1987) — американський астроном, спеціаліст з дослідження малих тіл Сонячної системи.
Він є співвідкривачем кількох малих планет, у тому числі 2011 HM102, троянського астероїда Нептуна. Він також відкрив S/2015 (136472) 1, супутник карликової планети Макемаке.